# Oleksandr Zatinaïko
Oleksandr Ivanovych Zatinaïko (en ukrainien : Олександр Іванович Затинайко, né le 30 janvier 1949 à Hrebinka) est un général ukrainien qui occupait le poste de chef d'état-major de l'armée d'Ukraine.

## Carrière
C'est en 1997, sous sa direction, que fut élaboré le Programme de construction des Forces armées ukrainiennes jusqu'en 2010.
Il fut chef d'état-major de l'armée et vice ministre de la défense de 1996 à 1998 puis le premier commandant du Commandement opérationnel sud de 1998 à organiser. Et de 2001 à 2002 commandant de l'armée de terre ukrainienne et de 2003 à 2004 : chef d'état-major de l'armée, poste qu'il retrouve.